# Аск (цена)
Аск (англ. Ask; также цена предложения) — цена, по которой продавец согласен продать.
В практике биржевой торговли обычно одновременно существует много предложений разных продавцов по разным ценам. Термин Аск подразумевает наинизшую цену, по которой есть ожидающая удовлетворения заявка на продажу, то есть это лучшая цена, по которой любой желающий может купить торгуемые активы.
Продавец может квалифицировать заявленную цену как твёрдую или договорную. Твёрдая означает, что цена фиксирована и не изменится, пока заявка не будет отменена. Договорная предполагает, что в момент обращения к продавцу цена может оказаться иной, например, зависеть от объёма заказа или от времени заключения договора.
В аукционах цена предложения — это цена бронирования, минимальная, по которой продавец согласен продать объект. Некоторые аукционы могут не иметь такого условия.
Аску противостоит бид — цена спроса. Разницу между ними называют спред.